# Iodosobenzène
L'iodosobenzène, ou iodosylbenzène, est un composé chimique de formule C6H5IO. Il s'agit d'un composé aromatique organo-iodé solide et incolore utilisé comme réactif de transfert de ligands oxo dans le cadre de recherches en chimie des complexes de métaux de transition. Il est apparenté à des réactifs plus courants tels que les periodinanes, au nombre desquels figure le periodinane de Dess-Martin.

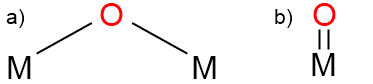
Ligand oxo a) pontant, b) terminal.

## Structure
La structure cristallographique de l'iodosobenzène solide demeure inconnue. Sa faible solubilité dans la plupart des solvants et les résultats en spectroscopie infrarouge indiquent une structure polymérique plutôt que moléculaire, avec des chaînes où alternent atomes d'iode et d'oxygène. Le diacétate correspondant, de formule C6H5I(OCOCH3)2, illustre la capacité de l'iode(III) à adopter une géométrie en T en l'absence de liaisons multiples.

## Synthèse
L'iodosobenzène a été synthétisé en 1892 par Conrad Willgerodt à partir de l'iodobenzène C6H5I. On l'obtient par oxydation de l'iodobenzène en diacétate d'iodobenzène C6H5I(OCOCH3)2 par réaction avec de l'acide acétique CH3COOH et de l'acide peracétique CH3COOOH, suivie par une hydrolyse :
C6H5I + CH3COOOH + CH3COOH → C6H5I(OCOCH3)2 + H2O,
C6H5I(OCOCH3)2 + H2O → C6H5IO + 2 CH3COOH.
L'hydrolyse du diacétate, C6H5I(OCOCH3)2 peut être menée selon le protocole mis au point par H. Saltzman and J. G. Sharefkin et qui donne un rendement de 75% en iodosobenzène, meilleur que celui en partant du dichlorure d'iodosobenzène, C6H5I(=O)Cl2

## Applications
L'iodosobenzène n'a aucune application commerciale, mais est utilisé au laboratoire comme réactif de transfert de ligands oxo. Il forme des époxydes à partir de certains alcènes et convertit certains complexes métalliques en leur dérivés oxo. L'agent actif dans ces réactions est supposé être le monomère C6H5IO, mais cet aspect n'a pas été formellement démontré.
Bien qu'il s'agisse d'un oxydant, l'iodosobenzène est également un nucléophile modéré.